# Sistema solar térmico combinado
Un sistema solar térmico combinado proporciona tanto refrigeración y calefacción solar así como agua caliente desde un conjunto común de colectores térmicos solares, normalmente respaldados por una fuente de calor auxiliar no solar.
Estos sistemas pueden variar en tamaño desde los instalados en propiedades individuales hasta los que funcionan en un esquema de calefacción en bloque. Aquellos que sirven a grupos más grandes de propiedades de calefacción urbana tienden a ser llamados esquemas de calefacción solar central.
Algunos sistemas pueden incorporar enfriamiento térmico solar en verano.

## Diseño
El tamaño y la complejidad de los sistemas combinados, así como el número de opciones disponibles, hacen que comparar las alternativas de diseño no sea sencillo.

## Tecnologías
Los sistemas solares térmico combinados utilizan tecnologías similares a las utilizadas para el agua caliente solar y para calefacción centralizada regular y suelo radiante, así como aquellos utilizados en los sistemas auxiliares - tecnologías de microgeneración u otras.
El elemento único de estos sistemas es la forma en que se combinan las tecnologías y los sistemas de control utilizados para integrarlas, además de cualquier tecnología de estratificadores que se pueda emplear.